# Eosentomon orientale
Eosentomon orientale är en urinsektsart som beskrevs av Yin 1965. Eosentomon orientale ingår i släktet Eosentomon och familjen trakétrevfotingar. Inga underarter finns listade i Catalogue of Life.